# Ngô Đình Diệm
Ngô Đình Diệm, nombre cristiano: Jean-Baptiste Ngo Dinh Diem (Huế, 3 de enero de 1901-Saigón, 2 de noviembre de 1963), fue un político y dictador vietnamita y una figura central al principio de la guerra de Vietnam. Conocido en el mundo occidental por su nombre de pila (en el idioma vietnamita el apellido se nombra primero, siendo en este caso Ngo), Diêm es recordado por su papel en el establecimiento de la República de Vietnam (Vietnam del Sur). Fue el último primer ministro del Estado de Vietnam (1954–1955) y luego el primer presidente de la República de Vietnam, manteniendo el poder de manera dictatorial desde 1955 hasta 1963, cuando fue capturado y asesinado durante el golpe militar. 
Nació en una prominente familia católica, hijo de un servidor público de alto rango, Ngô Đình Khả. Fue educado en escuelas de habla francesa y consideró seguir a su hermano Ngô Đình Thục al sacerdocio, pero finalmente escogió buscar una carrera en el servicio público. Avanzó rápidamente en la corte del emperador Bảo Đại, convirtiéndose en gobernador de la provincia de Bình Thuận en 1929 y ministro del interior en 1933. Sin embargo, renunció a este puesto tras tres meses y denunció públicamente al emperador como una herramienta de Francia. Diệm llegó a apoyar el nacionalismo vietnamita, promoviendo una «tercera vía» anticomunista y anticolonialista en oposición tanto a Bảo Đại como al líder comunista Hồ Chí Minh. Fundó el Partido Can Lao para apoyar sus doctrina política de la Teoría de la Dignidad de Persona, basada en la obra de Emmanuel Mounier. 
Tras varios años en el exilio, Diệm regresó a Vietnam en julio de 1954 y fue nombrado primer ministro por Bảo Đại, el líder del Estado de Vietnam, apoyado por los países occidentales. Los Acuerdos de Ginebra se firmaron poco después de que asumiera el cargo, partiendo formalmente a Vietnam a lo largo del paralelo 17. Diệm pronto consolidó el poder en Vietnam del Sur, ayudado por su hermano Ngô Đình Nhu. Tras un referendo amañado en 1955, proclamó la creación de la República de Vietnam, sirviendo él mismo como presidente. Su gobierno fue apoyado por otros países anticomunistas, particularmente los Estados Unidos. Diệm inició una serie de proyectos de construcción de nación, enfatizando el desarrollo rural e industrial. A partir de 1957 tuvo que enfrentar una insurgencia comunista apoyada por Vietnam del Norte, que finalmente se organizó formalmente bajo el estandarte del Việt Cộng. Fue objeto de varios intentos de asesinato y golpes de estados, y en 1962 creó el Programa Estratégico de Caseríos como la piedra angular de sus esfuerzos contrainsurgentes. 
Fue un firme defensor de los intereses cristianos en Vietnam. Además, de acuerdo con el historiador Mark Moyar, Diêm también lideró políticas públicas a favor de las comunidades budistas, permitiéndoles la práctica de actividades religiosas (prohibidas durante la época colonial francesa), financiando la construcción de escuelas budistas y nuevas pagodas, y organizando ceremonias. Cabe nombrar la pluralidad de su gobierno, ya que entre los dieciocho miembros del gabinete de Diêm, se encontraban cinco católicos, cinco confucionistas y ocho budistas, incluyendo un vicepresidente y un ministro de Relaciones Exteriores. Además, solo tres de los diecinueve jefes militares con mayor rango eran católicos. Con todo, el favoritismo de Diệm hacia los católicos y la persecución de la mayoría budista de Vietnam del Sur llevó a la «crisis budista» de 1963. La violencia dañó las relaciones con los Estados Unidos y otros países previamente amigos, y su régimen perdió la simpatía de los líderes del Ejército de la República de Vietnam.  
Al principio, el gobierno de Diêm contaba con el apoyo de los Estados Unidos, en gran parte por su ferviente anticomunismo. Sin embargo, las relaciones comenzaron a deteriorarse debido a la participación de Estados Unidos en la guerra de Vietnam: Diêm mostraba una creciente desconfianza y se opuso a una mayor participación estadounidense en la guerra. El 1 de noviembre de 1963 se produjo el primero de una serie de golpes de Estado por parte de los principales generales del ejército. Como consecuencia de estos, Diêm fue derrocado y asesinado al día siguiente junto con su hermano menor y ayudante más cercano, Ngô Dình Nhu, por el jefe del Estado Mayor del Ejército de la República de Vietnam (ERVN), el general Duong Van Minh, quien le sucedió como presidente. El cuerpo presentó múltiples hematomas, lo cual sugiere que pudo recibir una paliza antes de su ejecución mediante un tiro en la cabeza. Diệm ha sido una figura histórica controversial en la guerra de Vietnam. Algunos historiadores lo han considerado una herramienta de los Estados Unidos, mientras que otros lo han descrito como un avatar de la tradición vietnamita. Al momento de su asesinato, era ampliamente considerado un dictador corrupto.

## Biografía

### Orígenes personales
Diệm nació en 1901 Hué, la capital tradicional de la dinastía Nguyen que regía el Imperio de Vietnam desde 1803. La familia Ngo era originaria del pueblo de Phu Cam en el centro del país, adyacente a Hué. Los Ngo habían estado entre los primeros conversos a la fe católica en el siglo XVII, gracias a las actividades de misioneros portugueses en la zona. Al contrario de lo manifestado por Diệm en el sentido de que su clan tuvo raíces nobles durante cientos de años, no está confirmado que hasta el éxito de su padre Ngô Đình Khả en los exámenes del servicio civil fueran los Ngo mandarines. 
La familia Ngô-Đình sufrió bajo las persecuciones anticatólicas de los emperadores Minh Mạng y Tự Đức. En 1880, mientras el padre de Diệm, Ngô Đình Khả (1850–1925), estudiaba la Malasia británica, un disturbio anticatólico liderado por monjes budista casi erradicó al clan Ngô-Đình. Más de 100 miembros del clan Ngô fueron «incinerados en vida en una iglesia, incluyendo a los padres, hermanos y hermanas de Khả».
El Imperio Vietnamita en aquellos tiempos era súbdito del Imperio francés, lo que daba seguridad a la comunidad católica en Vietnam. Ngô Đình Khả fue educado en una escuela católica en la Malasia británica, donde aprendió inglés y estudió el currículo de estilo europeo. Era una católico devoto que empezó a estudiar para hacerse sacerdote a finales de la década de 1870, planes que abandonó. Trabajó para el comandante de las fuerzas armadas francesas como intérprete e hizo parte en campañas contra rebeldes anticolonialistas en las montañas de Tonkín en 1880. Ascendió hasta convertirse en un mandarín de alto rango, el primer director de la Academia Nacional en Huế (fundada en 1896) y consejero del emperador Thành Thái bajo el régimen colonial francés. Fue nombrado ministro de los ritos y chambelán y custodio de los eunucos. A pesar de su colaboración con los colonizadores franceses, Khả estaba «motivado menos por la francofilia que por ciertas ambiciones reformistas». Al igual que Phan Châu Trinh, Khả creía que la independencia de Francia solo podía lograrse tras cambios en la política, sociedad y cultura vietnamitas. En 1907, Francia disolvió el gobierno imperial vietnamita como resultado de las protestas del emperador contra la administración colonial. Tras la destitución del emperador Thành Thái, Khả renunció a sus puestos, se retiró de la corte imperial, y se fue al campo a convertirse en granjero.
Tras la tragedia que le había acaecido a su familia, Khả había decidido en su juventud abandonar sus estudios sacerdotales y casarse. Tras la muerte de su primera esposa, sin haber concebido, Khả volvió a casarse y tuvo doce hijos con su segunda esposa, Phạm Thị Thân (en un periodo de veintitrés años) de los cuales nueve sobrevivieron a la infancia – seis hijos y tres hijas. Sus nombres fueron Ngô Đình Khôi, Ngô Đình Thị Giao, Ngô Đình Thục, Ngô Đình Diệm, Ngô Đình Thị Hiệp, Ngô Đình Thị Hoàng, Ngô Đình Nhu, Ngô Đình Cẩn y Ngô Đình Luyện. Kha fue un católico estricto; cada mañana iba a misa con toda su familia y animaba a sus hijos a estudiar para sacerdotes. Habiendo aprendido latín y chino clásico, Khả se esforzó en asegurarse que sus hijos fueran bien educados tanto en las escrituras cristianas como en los clásicos confucianistas. Diệm fue bautizado en la catedral de Huê en 1907, con un nombre de santo al nacer, Gioan Baotixita (una forma vietnamizada de Jean-Baptiste o Juan Bautista), siguiendo las costumbres católicas. Durante su niñez, Diệm trabajó en los campos de arroz de la familia a la vez que estudiaba en una escuela primaria francesa católica (la escuela Pellerin) en Huế, y más tarde en una escuela privada abierta por su padre, donde estudió francés, latín y chino clásico. A la edad de quince años siguió brevemente a su hermano mayor, Ngô Đình Thục, más tarde arzobispo y el clérigo de más alto rango de Vietnam, al seminario. Diệm hizo votos de celibato para demostrar la devoción a su fe, pero encontró la vida monástica demasiado rigurosa y decidió no buscar una carrera clerical. Según Moyar, la personalidad de Diệm era demasiado independiente para adherirse a las disciplinas de la Iglesia, mientras que Jarvis menciona el comentario irónico de Ngô Đình Thục de que la Iglesia era «demasiado mundana» para su hermano Diệm. Diệm también heredó de su padr un antagonismo hacia los colonialistas franceses que ocupaban su país.
Diệm concluyó sus estudios en el liceo francés (Lycée Quốc học) de Hué, y sus sobresalientes resultados en sus exámenes le brindaron la oferta de una beca para estudiar en París. La rechazó, y en 1918 se matriculó en la prestigiosa Escuela de Administración Pública y Leyes en Hanói, una academia francesa para entrenar funcionarios vietnamitas para que sirvieran en la administración colonial. Allí tuvo su única experiencia romántica, cuando se enamoró de la hija de un profesor. Ella le rechazó porque iba a entrar en un convento y debía observar el celibato. Diệm nunca se casó y ni siquiera mantuvo relaciones con una amante o novia casual por el resto de su vida. La educación y su historia familar, especialmente con respecto al catolicisimo y al confucianismo, tuvieron influencias sobre su vida y carrera, sobre sus ideas sobre la política, la sociedad y la historia. Según Miller, «mostraba piedad cristiana en todo desde sus prácticas devocionales hasta su costumbre de insertar referencias a la Biblia en sus discursos»; también disfrutaba de alardear su conocimiento de los textos clásicos chinos.

### Un funcionario menor
Tras graduarse el primero de su clase en 1921, Diem entró en la administración civil, al igual que su hermano Ngo Dinh Khoi, como funcionario de la administración colonial. Comenzando en el nivel más bajo de mandarín, ascendió rápidamente. Su primer destino fue la biblioteca real de Hue, y en solo un año fue nombrado jefe de distrito, teniendo a su cargo sesenta aldeas. Diem fue ascendido a jefe provincial a los veinticinco años, administrando 300 aldeas. Al ascenso de Diem pudo haber contribuido el matrimonio de su hermano Khoi con la hija de Nguyen Huu Bai, principal figura católica del Consejo de Ministros de la colonia. Bai estaba en buenas relaciones con Francia y conocía la religiosidad de la familia Ngo. Los franceses quedaron impresionados por su ética del trabajo aunque podían irritarles sus continuas peticiones de mayor autonomía para Vietnam. Diem dijo que estuvo pensando en dimitir pero que el apoyo del pueblo le convenció para continuar.
La primera ocasión en que entró en contacto con los comunistas fue cuando repartían propaganda en la región cercana a Quang Tri. Diem participó en las actividades anticomunistas, imprimiendo sus propios panfletos. En 1929, se empleó en la neutralización de los agitadores comunistas en su zona de administración. Fue recompensado con el ascenso a gobernador de la provincia de Phan Thiet. En 1930 y 1931 reprimió las revueltas campesinas con la ayuda de las tropas coloniales del ejército francés. Muchos ciudadanos fueron violados y asesinados.
Durante la siguiente década, Diem vivió como ciudadano normal con su familia pero se le mantuvo bajo vigilancia por las autoridades coloniales. No tuvo trabajo formal durante 21 años, tiempo que dedicó principalmente a leer, meditar, ir a la iglesia, cuidar de sus tierras, cazar y a la fotografía como aficionado. Siendo conservador, Diem no creía en la revolución y limitó sus actividades nacionalistas a viajes ocasionales a Saigón para encontrarse con Phan Boi Chau. Con el estallido de la Segunda Guerra Mundial en el Pacífico, intentó convencer a las fuerzas japonesas para declarar la independencia de Vietnam en 1942 pero fue ignorado porque Japón quería mantener buenas relaciones con el gobierno de Vichy. Fundó un partido político clandestino, la Asociación para la Restauración del Gran Vietnam. Cuando su existencia fue descubierta en el verano de 1943, los franceses declararon a Diem como subversivo y se ordenó su arresto. Viajó a Saigón disfrazado de oficial japonés. En 1945, Japón le ofreció la presidencia de un gobierno títere bajo Bao Dai justo antes de que abandonara el país. Inicialmente no aceptó, pero cambió su decisión y reclamó el puesto. Bao Dai había ofrecido el puesto a otro candidato; esto hizo que Diem quedara marcado como colaboracionista. En septiembre de 1945, tras la capitulación japonesa, Hồ Chí Minh proclamó la República Democrática de Vietnam y su ejército, el Vietminh, que había luchado contra los japoneses, reanudó la lucha ahora contra los franceses. Diem intentó viajar a Hue para disuadir a Bao Dai de unirse a Ho, pero fue arrestado por el Vietminh en el camino. Se le exilió a un pueblo cercano a la frontera. Seis meses después, fue llevado a conocer a Ho en Hanói, pero rehusó unirse al Vietminh y culpó a Ho de la muerte de su hermano Khoi, quien había sido enterrado vivo por miembros del Vietminh.
Diem comenzó a recabar apoyos para una plataforma anti-Vietminh. A pesar de tener un éxito limitado, Hồ Chí Minh ordenó que fuera arrestado. Diem logró evitar su detención, en parte debido a que las luchas entre franceses y vietnamitas en noviembre de 1946 pasaron al nivel de guerra total, impidiendo que los franceses destinaran tropas para localizarlo. Diem se trasladó al Sur, a una zona cercana a Saigón, para vivir con Thuc. Conjuntamente formaron la Alianza Nacional de Vietnam, que pedía a Francia que garantizase a Vietnam un estatus similar a otras naciones de la Commonwealth. La alianza consiguió apoyos para fundar periódicos en Hanói y Saigón. Ambos fueron prohibidos más tarde, siendo arrestado y golpeado el editor de Hanói, y asesinado el de Saigón. Las actividades de Diem le dieron una publicidad sustancial, procurando que Francia hiciera concesiones para aplacar a los agitadores nacionalistas tras contactar con Bao Dai. Diem consideró que el acuerdo alcanzado por Bao Dai era demasiado débil y volvió a Hue. 

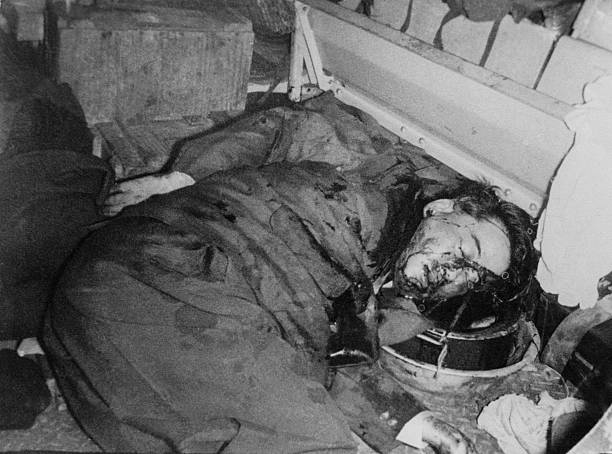
Diệm tras su asesinato el 2 de noviembre de 1963, luego de producirse el golpe de Estado que le derribó del poder.

Mientras tanto Francia había declarado un nuevo "Estado de Vietnam", ofreciendo Bao Dai el puesto de primer ministro a Diem, quien lo rechazó. Entonces publicó otro manifiesto en los periódicos proclamando una tercera fuerza diferente a los comunistas y los colonialistas franceses. En 1950, el Vietminh le declaró culpable y condenó a muerte en ausencia, negándose los franceses a protegerle. Oficiales del Vietminh intentaron asesinarle cuando viajaba junto a su hermano mayor Ngo Dinh Thuc en el Delta del Mekong, donde se encontraba la diócesis de Vinh Long. Diem dejó Vietnam en 1950.

### Represión anticomunista
El régimen del presidente Diem encabezó una brutal represión contra ciudadanos que apoyasen a sus vecinos del Norte. Según el diario Nhan Dan, desde finales de 1954 por orden de los Estados Unidos, el gobierno de Ngo Dinh Diem provocó sangrientas masacres en Ngan Son, Chi Thanh, Cho Duoc, Mo Cay, Cu Chi, Binh Thanh. Desde mayo de 1955 hasta mayo de 1956, Ngo Dinh Diem lanzó la primera fase de la "campaña de más denominador" en todo el sur; en junio de 1955, abrió la campaña Thoai Ngoc Hau para barrer las áreas que solían ser una resistencia contra la base francesa del Vietminh. El Gobierno de la República de Vietnam llevó a cabo la campaña de acusaciones comunistas. En consecuencia, varias personas fueron guillotinadas, otras fueron a campos de concentración, otras fueron interrogadas y sometidas a tortura. 

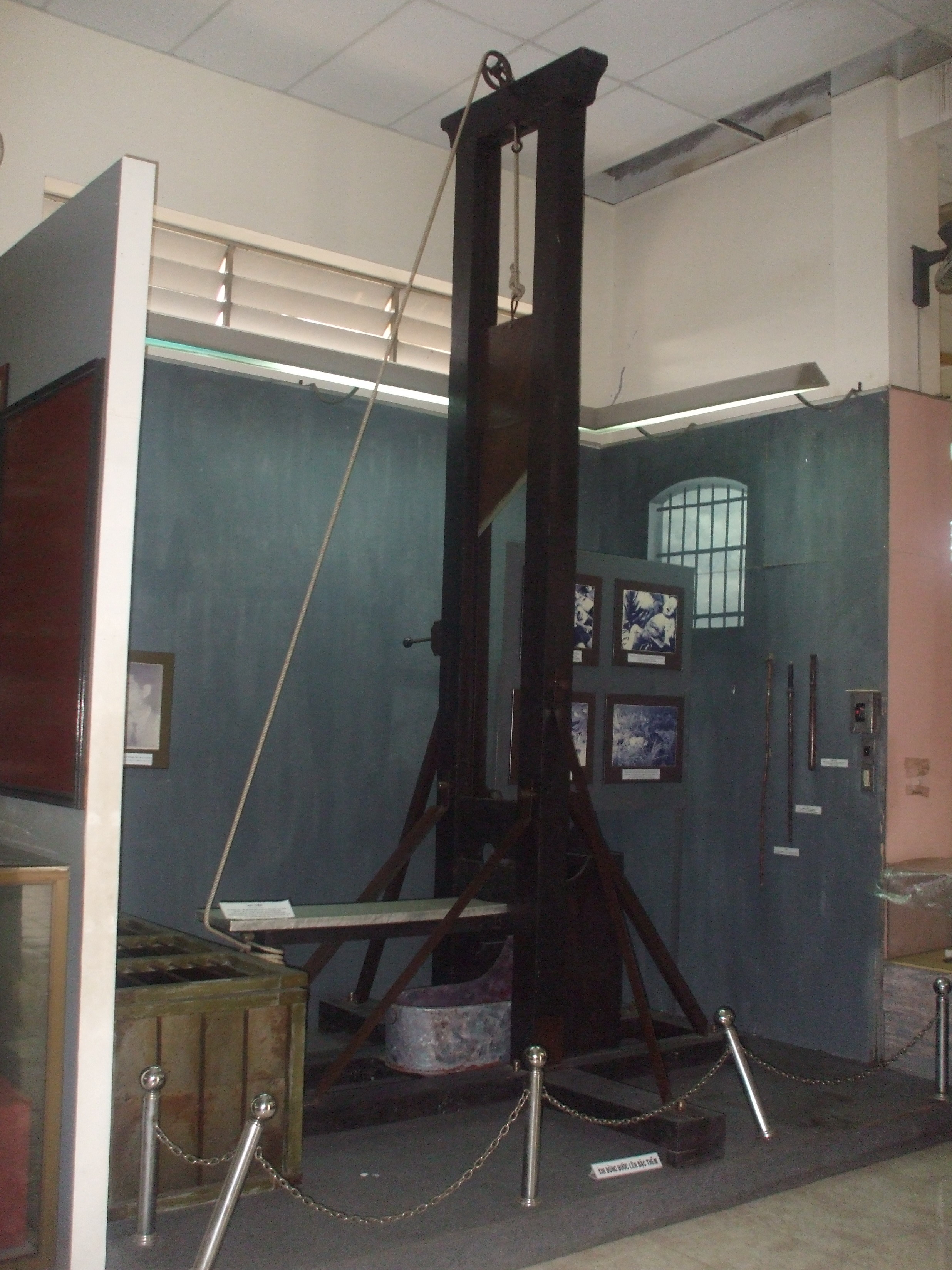
La guillotina usada por el régimen de Vietnam del Sur.

### Golpe de Estado y asesinato
En la mañana del 2 de noviembre de 1963, Diem y su asesor, su hermano menor Ngo Dinh Nhu, fueron arrestados después que el Ejército de la República de Vietnam (ERVN) tuviera éxito en un cerco sangriento durante toda la noche en el Palacio Gia Long en Saigón.
Cuando las fuerzas rebeldes entraron en el palacio, los hermanos Ngo no estaban presentes, pues se habían escapado la noche anterior al refugio partidario del régimen en Cholon, un distrito de Saigón. Los hermanos se habían mantenido en comunicación con los rebeldes a través de un contacto directo entre el refugio y el palacio, engañándolos al hacerles creer que estaban todavía en el palacio. Pronto, los hermanos Ngo acordaron rendirse bajo la promesa de un exilio seguro. Sin embargo, después de ser arrestados, fueron ejecutados en la parte posterior de un transporte blindado de personal por oficiales del ERVN en el viaje de regreso al cuartel general militar en la base aérea de Tan Son Nhut.